# 브루스 웨이츠

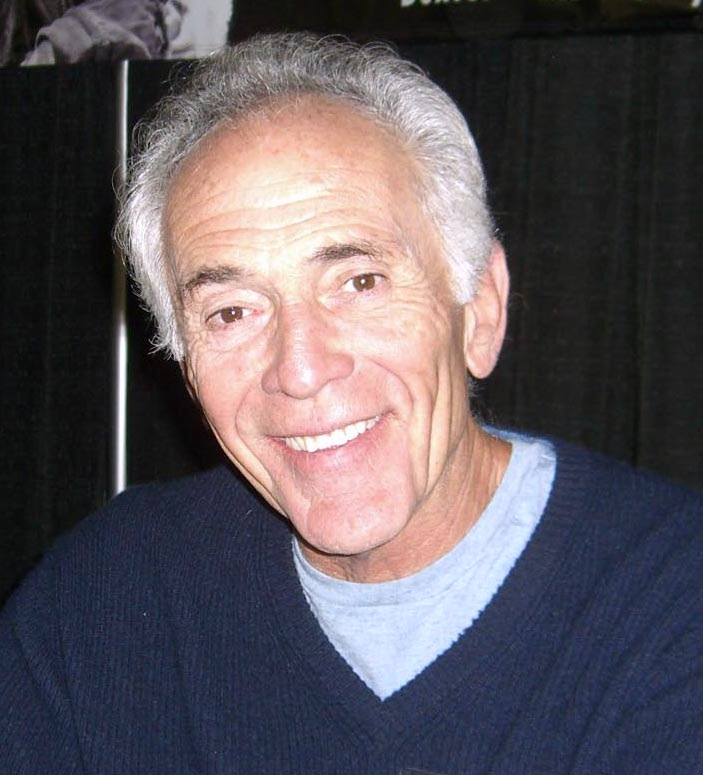

브루스 웨이츠(Bruce Weitz, 본명: 브루스 피터 웨이츠/Bruce Peter Weitz, 1943년 5월 27일) 또는 브루스 와이츠는 미국의 배우이다.

## 참여 작품
- 더 영 앤 더 레스트리스
- CSI: 과학수사대
- 제너럴 호스피털
- 덱스터 (드라마)
- 고스트 위스퍼러
- 그레이 아나토미
- 디노크록
- 더 프랙티스
- ER (드라마)
- 가디언 (드라마)
- 저징 에이미
- 서드 워치
- 하프 패스트 데드
- 딥 임팩트 (영화)
- 슈퍼맨 (애니메이션)
- 엑스파일
- 배트맨 (1992년 애니메이션)
- 분노의 선택
- 해피 데이스 (시트콤)
- 형사 콜롬보